# Commiphora fulvotomentosa
Commiphora fulvotomentosa är en tvåhjärtbladig växtart som beskrevs av Adolf Engler. Commiphora fulvotomentosa ingår i släktet Commiphora och familjen Burseraceae. Inga underarter finns listade i Catalogue of Life.